# Matern (imię)
Matern – imię pochodzenia łacińskiego, równobrzmiące w języku niemieckim, angielskim i łacinie, po francusku Materne oznacza tyle co macierzyński. Imieniny obchodzi 18 lipca i 19 lipca.